# Corts de Montsó (1542)
Les Corts de Montsó de 1542 foren convocades el 5 d'abril de 1542 i se celebraren entre el 23 de juny i el 6 d'octubre d'aquell any a la ciutat de Montsó. Van ser presidides pel rei Carles I, el qual, consegüentment, era president del General o de la Generalitat. Era diputat en cap del General o president de la Diputació de la Generalitat Miquel Puig. Durant el seu període de sessions França envaí el Principat i posà setge a Perpinyà.
Els temes tractats varen ser recurrents: finançament per la defensa mediterrània davant els pirates berberiscos i mesures de control intern de la Generalitat. En concret, l'obligació de liquidar els deutes quan s'abandonés la institució i l'obligatorietat que els oïdors fessin una llista amb els deutes trobats al començament de cada mandat.
Es va posar de manifest un clar enfrontament entre els diputats i els membres del Consell de Cent, acusant-se mútuament d'incompetència i de desconfiança. Darrere d'això hi havia un tema de poder institucional que es manifestà fins i tot en les formes, amb la disputa sobre el lloc que havia d'ocupar el Conseller en Cap a les reunions i que va ser causa de la no presentació dels diputats.
Pel que fa a l'economia, s'acorda protegir el tèxtil, amb un aranzel d'un 20% a les importacions de seda de França i Gènova.
El rei Carles rebutjà un projecte per a fer un canal que unís el riu Segre amb el pla d'Urgell per a millorar el cultiu de cereals.